# Eugène Demarçay
Eugène-Anatole Demarçay (París, 1 gener 1852 - París, 5 març 1903) fou un químic francès, especialista en estudis d'espectroscòpia, i conegut per haver descobert l'element químic europi.

## Vida
Demarçay realitzà els seus estudis de secundari al Liceu Condorcet, després viatjà a Anglaterra i, finalment estudià amb Charles Adolphe Würtz, Henri Sainte-Claire Deville i Jean-Baptiste Dumas a l'École Polytechnique de París. Quan es graduà inicià un llarg viatge per diversos països: Algèria, Egipte i l'Índia, amb l'objectiu d'estudiar la seva geologia i cultura. Al seu retorn, el 1876, treballà al laboratori d'Auguste André Thomas Cahours a l'École Polytechnique interessant-se per la química orgànica. Després es decantà per la química inorgànica fins al seu desgraciat accident el 1881 en què, a causa d'una explosió al laboratori, perdé l'ull dret mentre estudiava els sulfurs de nitrogen. Abandonà l'École Polytechnique i muntà el seu laboratori propi on dugué a terme estudis d'espectroscòpia, per a la qual posseïa unes notables qualitats. L'estudi de les terres rares fou una de les seves principals àrees de treball. Com que treballà exposat a substàncies tòxiques i radioactives sense mesures de seguretat, la seva salut se'n ressentí, i morí als 51 anys.

## Obra

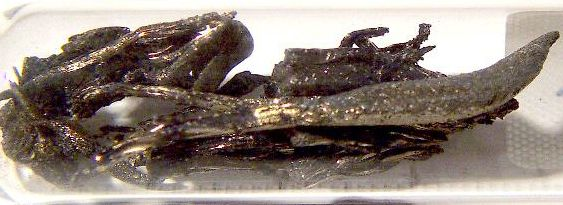
Europi

Demarçay treballà inicialment amb les essències i dels èters d'àcids carboxílics insaturats, realitzant important aportacions a la química dels perfums. Investigà la volatilitat dels metalls a baixes temperatures i pressions, i construí una màquina molt eficient per a comprimir gasos amb l'objectiu d'aconseguir baixes temperatures per expansió.
El 1892 Paul Émile Lecoq de Boisbaudran, mentre treballa amb una mostra de l'element samari, que ell havia descobert, trobà una línia espectral no comptabilitzada. El 1896, Demarçay sospità que les mostres del samari, estaven contaminades amb un element desconegut. Demarçay examinà espectres de mostres de samari i gadolini i proposà que hi havia un element per descobrir entre ells a la taula periòdica. Utilitzant una tècnica de cristal·lització fraccionada, Demarçay fou capaç d'aïllar, després de cinc anys de recerca, el nou element el 1902, al qual anomenà europi, fent honor al continent Europa.
El 1898, quan Marie i Pierre Curie aïllaren l'element radioactiu poloni, observaren que la mostra de la qual havia estat retirat romania radioactiva. Els Curie passaren aquesta mostra radioactiva a Demarçay per a la seva anàlisi. Demarçay examinà els espectres de la mostra i es determinà que hi havia una línia espectral desconeguda i digué als Curie que hi havia un element nou en la seva mostra. Aquesta línia espectral era produïda pel radi, que els esposos Curie foren finalment capaços d'aïllar el 1902.